# Louis-François Néel de Christot
Louis-François Néel de Christot   , né en 1698 à Rouen et mort le 8 septembre 1775 à Paris, est un évêque de Séez du XVIIIe siècle.

## Biographie
Louis-François Néel de Christot est nommé conseiller-clerc au parlement de Normandie le 24 août 1719, chanoine à Bayeux et vicaire général et doyen de Bayeux en mars 1728. Il est abbé de Notre-Dame de Silly, en 1728 et de l'Saint-Ferréol d'Essommes le 13 décembre 1733. 
En 1736-1737, il fait entièrement reconstruire l'hôtel du Doyen de Bayeux.
Néel est évêque de Séez en 1740. Confirmé le 11 novembre il est consacré en décembre par le cardinal Nicolas de Saulx-Tavannes l'archevêque de Rouen. La compagnie de Jésus ayant été à cette époque supprimée en France, il remet la direction de son séminaire à la société des eudistes.

## Iconographie
- Portrait par Joseph Aved, Alençon, musée des Beaux-arts et de la dentelle.